# ナンバ壱番館
ナンバ壱番館（ナンバいちばんかん）は、朝日放送（現在：ABC TV）の深夜番組『ナイトinナイト木曜日』として、1999年10月7日から2004年3月まで、毎週木曜23:27 - 翌0:27→23:16 - 翌0:16→23:17 - 翌0:17（JST）に放送されていたバラエティ番組（2000年3月までは帯番組『ナイトinナイト』としての企画名扱い）である。司会は今田耕司と東野幸治。ナレーションは畑中フー。

## 概要
毎回1組のメインゲスト（内容によっては複数）と、メインゲストと関連のあるゲストを招き、再現VTRを通じてその芸人のルーツを振り返っていくという企画であった。第1回のゲストであった池乃めだかはそのままマスターとして残り、語り部の役割としてレギュラーメンバーに加わるようになった。

収録はなんばグランド花月内にあるスタジオ・NGKホールで行われていた。吉本興業が制作を担当する番組であったため、当初は「吉本興業所属の芸人のルーツを探る番組」として放送されていた。そのため、芸人役を演じた俳優は別の回の再現VTRでも同役で再登場する機会が多かった。
番組の放送が長く続くにつれ、吉本興業所属の芸人の中からでは次第に紹介する芸人が限られてくるようになってきたため、途中からは所属事務所や活動分野を問わず「関西芸能界に縁のある著名人のルーツを探る番組」へと変化していった。このため、番組後期には関西出身のタレントに限らず、関東やその他の方面で活躍しているタレントがゲストに呼ばれることも少なからず見られるようになった。最終回直前にはビートたけしまで登場した。また、松竹芸能所属の芸人がゲストとして招かれ、吉本のNGKスタジオに入ってくることも度々見られるようになった。
この番組がスタートする前は月亭八方が1986年からの13年間司会を務めた『八方の楽屋ニュース』が放送されており、その後を引き継ぐ形となった今田が番組開始時に「八方師匠から僕ら（今田・東野）に代わったことでつまらなくなったと言われたくない。それは八方師匠に対して失礼なことや。」と意気込んでいた。これは朝日放送の社史にも記述されている。
放送エリアは近畿広域圏のほか、名古屋テレビ（メ～テレ）などでも遅れネットで放送されていた。
2004年3月、朝日放送の新社屋への移転準備と隣接するABC公園をマンション建設で再開発される事に伴い、再現VTRの収録に使用していたABC公園前のABC別館が取り壊されることとなったため、番組も打ち切られることとなった。

## スタッフ
- 構成：大工富明、萩原芳樹、前田政二、長谷川朝二
- スタッフ協力：アイ・ティ・エス、JAWS
- 制作協力：吉本興業
- 制作著作：ABC